# مارتن ليزلي
مارتن ليزلي (بالإنجليزية: Martin Leslie)‏ هو لاعب اتحاد الرغبي نيوزيلندي، ولد في 25 أكتوبر 1971 في ويلينغتون في نيوزيلندا.

## وصلات خارجية
- مارتن ليزلي عل موقع إسبنسكروم (الإنجليزية)
- مارتن ليزلي على موقع ItsRugby.co.uk (الإنجليزية)